# El Drago Milenario
El Drago, også kendt som Drago Milenario og Drago de Icod de los Vinos, er det ældste og største levende eksemplar af træet Dracaena draco, eller drageblodstræ, i Parque del Drago, Icod de los Vinos, Tenerife, Spanien. Det siges at være tusind år gammelt, men alderen er omstridt. Det er et af symbolerne på Tenerife og blev erklæret som et nationalt monument i 1917.

## Beskrivelse
Det er det største og ældste nulevende eksemplar af Dracaena draco (drageblodstræ). Det står i Parque del Drago, Icod de los Vinos på Tenerife. Det er omkring 20-21 meter højt med en omkreds på omkring 20 meter. Det har over 300 hovedgrene. Stammen indeholder et 6 meter højt hulrum, som er tilgængeligt via en dør, og hvor der er installeret en ventilator installeret til at give udluftning. Det skønnes at veje omkring 140 tons. Da den blomstrede i 1995, havde det omkring 1.800 blomstrende grene, og dens vægt steg med 3,5 tons i løbet af frugtsæsonen.
Det er et af symbolerne på Tenerife. Det blev afbildet på 1.000 peseta-sedlen. Det er en del af våbenskjoldet for Icod de los Vinos Kommune og optræder i lokale legender. Man skal betale entre for at komme ind i Parque del Drago, hvor træet står, men man kan se det gratis fra et nærliggende torv.

## Historie
Træets alder er omstridt. Nogle skøn er at træet er omkring 800-1.000 år gammelt, og andre at det er omkring 400 år. Alexander von Humboldt anslog et lignende træ på øen (som faldt i en storm i 1867) til at være flere tusinde år gammelt, og et skøn fra 1907 fra professorer og studerende fra den polytekniske skole i Zürich sagde, at det var 2.500 år gammelt,  men en øvre grænse på alderen på 365 år blev sat i 1975 af Mägdefrau.
Det blev erklæret et nationalt monument i 1917. I 1930'erne blev en del af stammen lukket med sten og cement. I 1985 blev det undersøgt af trædyrker Kenneth Alien, som genåbnede indgangen og installerede en stor ventilator inde i stammens hulrum for at hjælpe luftcirkulationen og forhindre svampevækst. I 1993 blev vejen, der passerede inden for få meter fra træet, omlagt. Siden 2002 har man overvejet at indstille træet til UNESCO som kandidat til verdensarv.